# Thomas Grenville
Thomas Grenville (31 décembre 1755 - 17 décembre 1846) est un homme politique britannique et un bibliophile. 

## Famille
Il est le deuxième fils du Premier ministre George Grenville et d'Elizabeth Wyndham, fille de William Wyndham. George Nugent-Temple-Grenville (1er marquis de Buckingham), est son frère aîné et William Grenville (1er baron Grenville), son frère cadet. Il fait ses études au Collège d'Eton. Grenville meurt à Piccadilly, Londres, en décembre 1846, à l'âge de 90 ans. Il ne s'est jamais marié. 

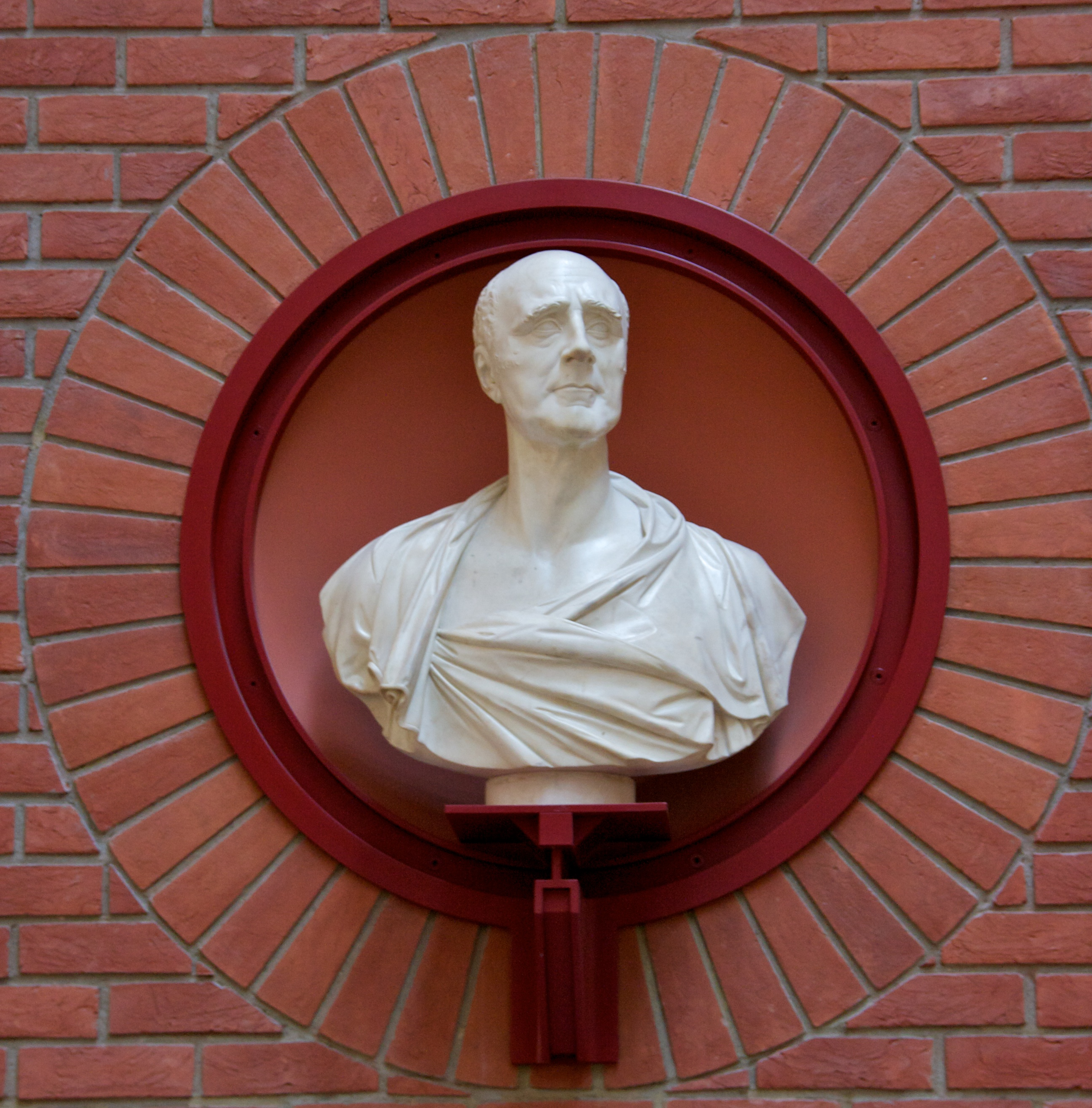
Thomas Grenville de Giovanni Battista Comolli, British Library, Londres

## Carrière
En 1778, il est nommé enseigne dans les Coldstream Guards et, en 1779, promu lieutenant dans le 80e régiment d'infanterie, mais démissionne de sa commission en 1780. De 1780 à 1810, il est député et pendant quelques mois, en 1806 et 1807 siège au gouvernement, comme président du conseil de contrôle (1806), puis premier Lord de l'amirauté (1806-1807). En 1798, il est nommé au Conseil privé. 

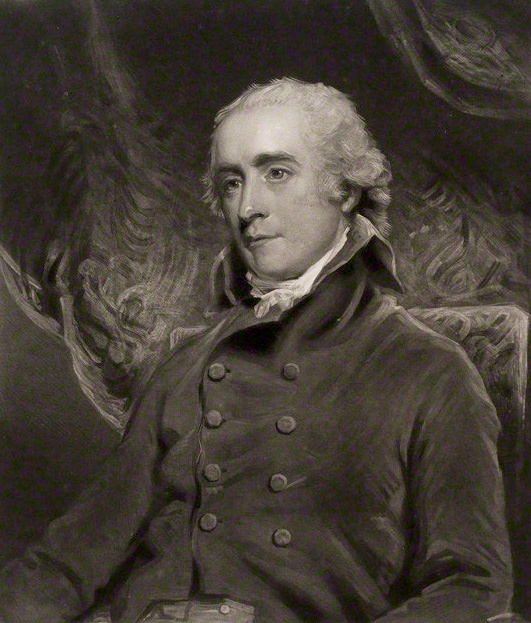
Thomas Grenville

Le 1er février 1799, Grenville et un groupe voyagent sur le HMS Proserpine quand elle est détruite près de Scharhörn au large de l'Elbe. Elle tente d'amener Grenville et son parti à Cuxhaven, d'où ils doivent se rendre en mission diplomatique pour rencontrer Frédéric-Guillaume III à Berlin pendant la Deuxième Coalition. Le Proserpine est coincé dans la glace. Ils effectuent une marche et se mettent en sécurité dans le Phare de Neuwerk. La délégation diplomatique arrive à Cuxhaven le 6 février pour se rendre à Berlin via Hambourg et regagner Londres le 23 mars ,. 

## Bibliophile
Il commence à collectionner des livres dès le début de la vingtaine et, à sa mort, il amasse 20 240 volumes contenant 16 000 titres. La collection est remarquable pour ses nombreuses éditions d'Homère, d'Ésope et de l'L'Arioste, pour ses livres de voyages anciens et pour ses livres sur les Langues romanes. Les volumes rares comprennent une copie sur vélin de la Bible de Gutenberg, que Grenville a achetée en France en 1817 pour 6 260 francs, un Psautier de Mayence et un Premier Folio de Shakespeare. Il y a aussi 59 manuscrits. Grenville aimait que ses livres soient en excellent état. Il faisait souvent laver les livres ou les regarnissaient, tout en cherchant des pages pertinentes à ajouter aux copies incomplètes qu'il possédait. Il a largement prêté des livres, Barry Taylor décrivant sa bibliothèque comme étant apparemment "semi-publique". Il a légué la collection au British Museum, dont il était devenu administrateur en 1830, et elle se trouve maintenant dans la tour de la British Library ,,.